# Cuth Harrison
Cuth Harrison (n. 6 iulie 1906 - d. 21 ianuarie 1981) a fost un pilot englez de Formula 1 care a evoluat în Campionatul Mondial în sezonul 1950.